# Martin Fiala (Komponist)
Martin Ludwig Fiala (* 28. Dezember 1964 in St. Pölten/Niederösterreich) ist ein österreichischer Komponist, Chor- und Orchesterdirigent, Musikpädagoge und Musikwissenschaftler.

## Leben
Martin Fiala erhielt mit 5 Jahren seinen ersten Musikunterricht in Blockflöte und 1972 Violinenuntericht an der Landesmusikschule Steyr. Nach dem Besuch der Volksschule in Steyr wechselte er im Jahr 1975 an das Bundesgymnasium in Steyr und 1981 an das Musikgymnasium Linz, an dem er im Jahr 1985 maturierte.
Bereits im Jahr 1981 erhielt er an der Anton Bruckner Privatuniversität Unterricht in Violine bei Bohumil Semik, Klavier bei Martha Picker und Anton Voigt, Theorie und Komposition bei Gunter Waldek, sowie von 1984 bis 1988 Instrumentalmusikerziehung in Violine.
Er studierte Musikwissenschaft an der Universität Wien (Sponsion zum Magister der Philosophie – mit Auszeichnung), Instrumentalpädagogik mit Schwerpunkt Komposition und Arrangement an der Anton Bruckner Privatuniversität Linz (Sponsion zum Master of Arts – mit Auszeichnung) und am Brucknerkonservatorium Linz Komposition (Diplom 1996), Musiktheorie (Diplom 1989) und Instrumentallehramt Violine (staatliche Lehrbefähigungsprüfung 1988). Von 2002 bis 2004 absolvierte er den Musik & Medien-Lehrgang der Landesmusikdirektion Oberösterreich, das Zertifikat erhielt er im Jahr 2004. 
Martin Fiala unternahm ethnologische Studienreisen nach Südamerika (Brasilien), in die Karibik (Kuba), nach Asien (Thailand, Indonesien) und nach Nordafrika und ist seit 1989 als Musikschullehrer (Violine, Klavier, Chorerziehung, Streichorchester, Musiktheorie) tätig. Seit 2003 lehrt er das Fach "Komposition" an der Musikschule Steyr. Am 22. Februar 2010 wurde er zum Direktor der Landesmusikschule Steyr bestellt.
Fiala lebt und arbeitet in Steyr und komponiert sowohl für traditionelles Instrumentarium als auch elektronische, elektroakustische und Computermusik.

## Preise und Auszeichnungen
- 1986: Erster Österreichischer Jugendpreis (Wien) für Komposition, sowie Sonderpreis des Landes Oberösterreich mit: „Die letzten sieben Tage...“ – Oratorium.
- 1988: Erster Österreichischer Jugendpreis (Wien) für Komposition, sowie Sonderpreis des Landes Oberösterreich mit den Kompositionen: „grenzenlos“, „Jesus von Nazareth“, „Inmitten aller Vergänglichkeit“ u. a.
- 1990: Helmut Schiff-Schenkung (Linz, für Komposition)
- 1990: Endrundenteilnehmer beim Liederwettbewerb „Singt mir vom Leben - Liederlich Lebendiges“ in Sankt Pölten/Niederösterreich (Aktion Leben/Musica e vita)
- 1991: Stipendium des Akademischen Senates der Universität Wien
- 1992: Endrundenteilnehmer (3 Kandidaten) gemeinsam mit Helmut Gugerbauer in einer der vier ausgeschriebenen Kategorien beim Internationalen Wettbewerb um den Midi-Go-Award 1992 (Hamburg/Frankfurt) mit der Komposition „Jesus von Nazareth“
- 1993: Kunstförderungsstipendium der Stadt Linz in Anerkennung und Förderung der Leistungen auf dem Gebiet der Musik (Komposition)
- 1994: Die Note in Bronze des Oberösterreichisch-Salzburgischen Sängerbundes in Würdigung der hervorragenden Verdienste um das Chorwesen
- 1996: Anton Bruckner-Festmedaille für besondere Verdienste um das Chorwesen im Brucknerjahr 1996 (Oberösterreichisch – Salzburgischer Sängerbund)
- 2008: von Landeshauptmann Josef Pühringer in Würdigung langjähriger Verdienste zum OÖ. Konsulenten für Musikpflege ernannt
- 2010: Verleihung des Goldenen Verdienstzeichen der Republik Österreich durch Bundespräsident Heinz Fischer
- 2014: Ehrenurkunde des Chorverbandes Oberösterreich in Würdigung der Leistungen und Verdienste um das kulturelle Leben in Steyr
- 2014: Die Note in Silber des Chorverbandes Oberösterreich in Würdigung der hervorragenden Verdienste um das Chorwesen
- 2016: Oberösterreichischer Leistungspreis – Kategorie Wissenschaft. 3. Preis für das Forschungsprojekt: Leben & Werk des Komponisten P. Sebastian Ertel (auch: Erthel, Ertl, Ertelius, um 1550/60 Mariazell, Stmk. – 13.7.1618 Garsten, OÖ.). Die Bedeutung seiner Musik in der österreichischen Musikgeschichte und im analytischen Vergleich mit europäischen Komponisten seiner Zeit.[4]

## Werke (Auswahl)

### Ensemblemusik
- Ballade horrible – Sonate für Violine und Klavier, op. 14 (1983)[5]
- Hoffnung – Sonate für Violine, Gitarre und Klavier, c-moll, op. 2 (1983)[5]
- movements – für Querflöte, Klarinette, Viola und Klavier, op. 13 (1985)[5]
- facilities – Sonate für Querflöte und Gitarre, op. 4 (1985)[5]
- "Augenblicke" oder "musical moments" – Sechs Dialoge für Violine und Klavier, op. 8 (1987)[5]
- Odyssee oder Die Stationen einer Kreuzfahrt – Sonate für Horn und Klavier, op. 7 (1987)[5]
- grenzenlos – Musik für vier elektronische Tasteninstrumente, op. 19 (1988)[5]
- The well-tempered keyboard – for two guitars, one bass-guitar, two keyboards and one basic drumset, op. 18 (1988)[5]
- Fünf Begegnungen – für Violine und Schlaginstrumente, op. 9 (1989)[5]
- Empfindungen – Musik für elektronische Tasteninstrumente, op. 21a (1989)[5]
- Venus – für Klavier zu vier Händen, op. 24 (1990)[5]
- Erde – für Klavier zu vier Händen, op. 25 (1990)[5]
- Mysterion II – für zwölf computeranalysierte Bambushölzer (1990–1992)[5]
- Rhythmikon I – für Vibraphon, E-Bass, Xylophon, Marimbaphon, Congas und Bongos, op. 23 (1993)[5]
- Empfindungen – Musik für Bariton solo und elektronische Tasteninstrumente, op. 21b (1993)[5]
- Toccata – Solo für Klavier vierhändig, op. 33 (2009)[5]

### Solomusik
- Sonate – für Gitarre solo in Es-Dur, op. 1 (1983)[5]
- Thema mit Variationen – Sonate für Klavier, op. 11 (1985)[5]
- Psalm 106 – für Sopransolo, gemischten Chor und Orgel, op. 3 (1985)[5]
- Fünf Miniaturen – für Klavier solo, op. 5 (1986)[5]
- Folgen und Reihen oder die 48 Töne – Sonate für Viola solo, op. 12b (1986)[5]
- Kadenzen zum Violinkonzert G-Dur, KV 216 – (Wolfgang Amadeus Mozart), op. 6 (1987)[5]

### Filmmusik
- Chi Mai aus dem Film "Der Profi" (Ennio Morricone) – Arrangement für Orchester (Uraufführung am 31. August 2008 in Steyr)[5]
- "Unsere Luft" – Musik zum Film (1990)[5]
- "Klangwelt – Lebenswelt – Musikschulen in Oberösterreich" – Musik zum Film mit Beteiligung von Thomas Kerbl und Helmut Gugerbauer (1990)[5]
- Once upon a time in the west aus dem Film "Spiel mir das Lied vom Tod" (Ennio Morricone) – Arrangement für Solo, Chor und Orchester (2008)[5]
- Sound-Truck(s) – Filmmusik für Soli, Chor und großes Orchester (2008)